# 間堀川

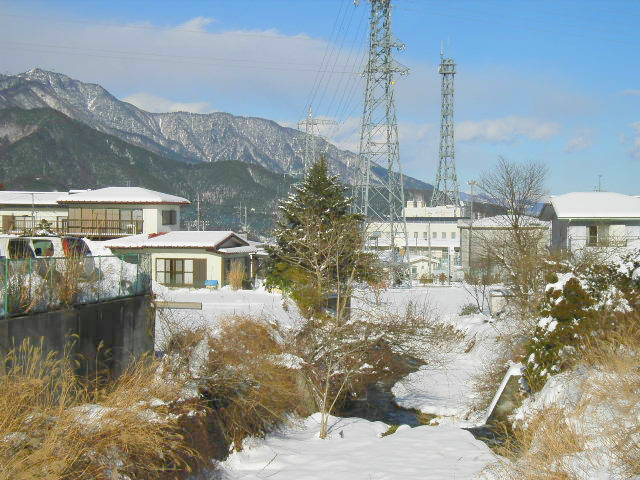
国道138号から北望（2005年1月1日撮影）

間堀川（まぼりがわ）は、山梨県富士吉田市を流れる川。宮川の支流である。富士山の北から流れ出て、山のすそ野と吉田の盆地を流れる。一級水系の相模川水系に属する一級河川。一級河川としての長さは3.6キロメートルだが、河道は10キロメートル以上ある。

## 流路
富士山を浸食する谷を北に流れる。北口本宮冨士浅間神社の東から国道138号の下をくぐると、富士吉田の市街地に入る。今「富士みち」と言われる道の百メートルあまり東をつかず離れず流れ、下吉田で宮川に合流する。ふだんの水量は少なく、上流では雨のときと雪解けの季節にだけ水が流れる。

## 歴史
江戸時代には村間堀とも言われていた。江戸時代には、富士山岳信仰の布教・宿泊・案内をつとめる御師（おし）たちが、吉田登山口に至る街道にそって宿を営んでいた。登山者はそれぞれの地域に縁がある御師を頼って宿泊し、清水で身を清めてから山に登った。そのために、道の東に屋敷を持つ御師の家には間堀川から、西にある御師の家には神田堀川から水が引かれていた。後に自動車が普及し富士山に向けて道路が引かれると、御師を導きとする登山は廃れ、間堀川の特別な役割もなくなった。
間堀川は、雪解けと台風で洪水を引き起こし、土砂を運んで田畑を埋めることがあった。20世紀後半に改修され、三面コンクリートの護岸となった。

## 環境
有機物による汚濁の指標である生物化学的酸素要求量 (BOD)は、1987年（昭和62年）に10.35 mg/L に達したことがあるが、2008年（平成20年）には2.2 mg/L であった。

## 橋梁
- カジヤ作橋
- 間堀橋
- 浅間弐之橋 - 山梨県道701号富士上吉田線
- 吉田橋 - 国道138号、富士パノラマライン
- 宮前橋
- 吉祥寺橋
- 山の神橋
- 中学校橋
- 金鳥居橋 - 赤富士通
- 頓堀橋 - 山梨県道717号山中湖忍野富士吉田線
- 吉田新橋
- 上中橋
- 中央橋 - 中央通
- 天神橋
- 組合橋
- 郷古橋
- 村間橋 - 山梨県道704号新田下吉田線
- 下山東橋
- 的場橋